# Grutas vaticanas

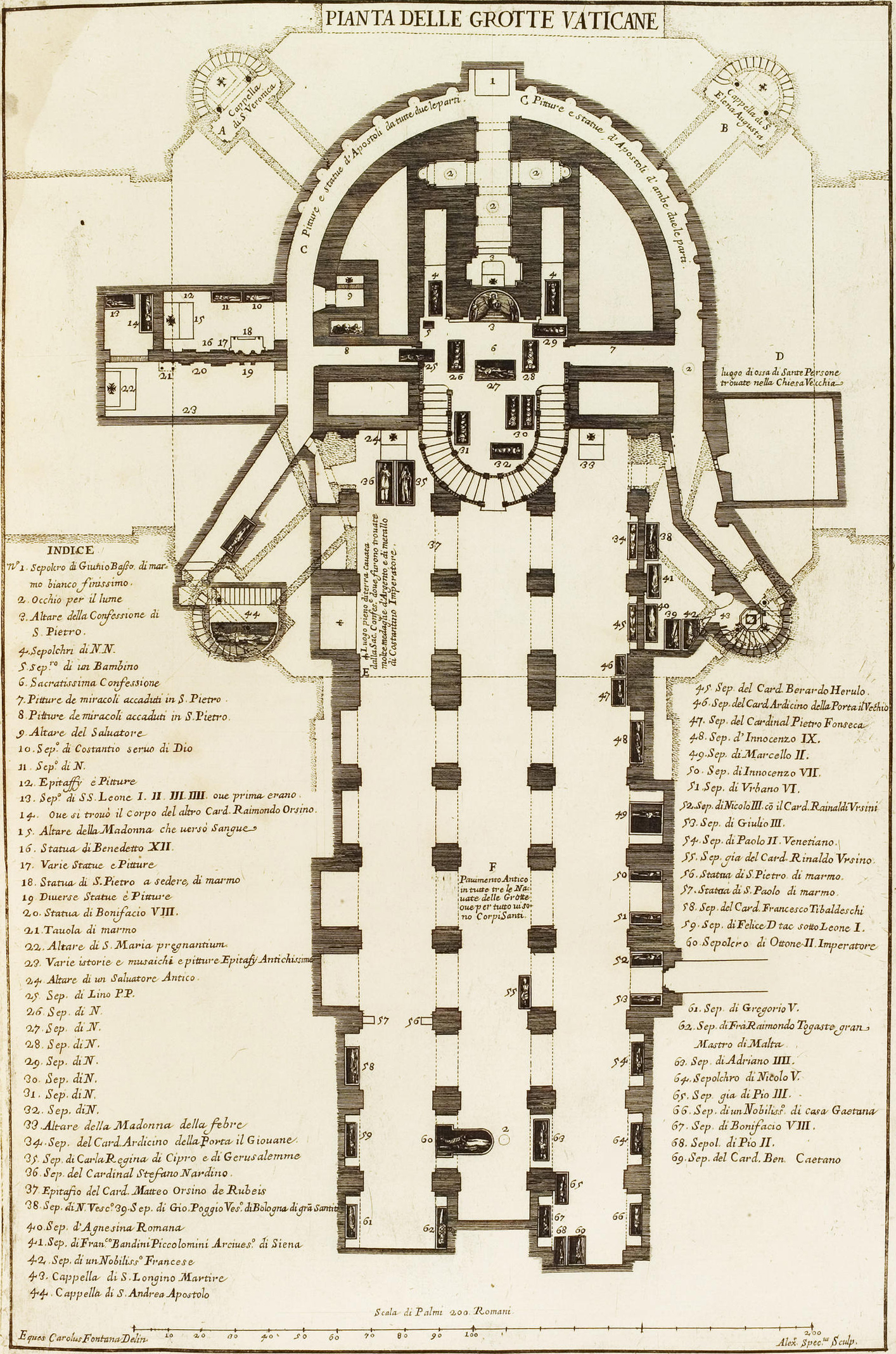
Planta de las grutas vaticanas

Las grutas vaticanas son una necrópolis que se extiende por debajo de una porción de la nave central de la basílica de San Pedro en la Ciudad del Vaticano, tres metros por debajo del nivel actual, desde el altar mayor, hasta cerca de la mitad de la nave.

## Descripción

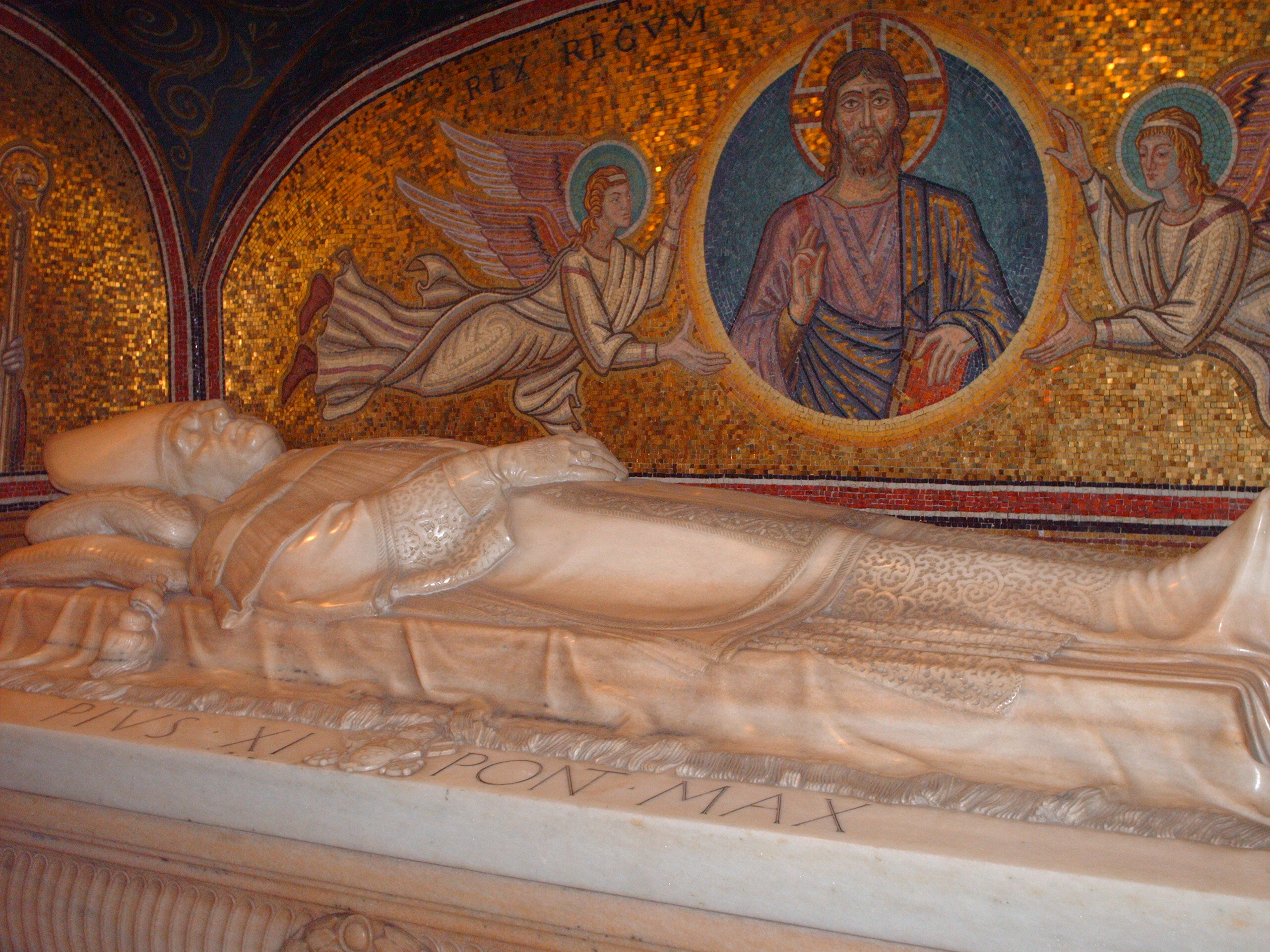
Tumba de Pío XI.

Aunque se le llama erróneamente «cuevas», las grutas vaticanas dan cuenta de la diferencia entre la antigua basílica constantiniana y la basílica actual, pues no viajan toda la longitud de la nave de la basílica actual, ya que el edificio original sólo abarcaba cierto porcentaje de lo que actualmente es San Pedro.
Las grutas vaticanas se ramifican en nichos, pasillos y capillas, a manera de una iglesia de tres naves (zona llamada «grutas viejas»), con capillas que albergan las tumbas de los papas, el ábside semicircular de la iglesia, con capillas y monumentos funerarios (zona llamada «grutas nuevas»), que está inmediatamente bajo el altar papal y la cúpula de Miguel Ángel, y en la necrópolis subterránea, la tumba del apóstol Pedro, el primer papa de la Iglesia católica.
Las grutas vaticanas son un impresionante monumento a la variadas memorias históricas. Además de ser el lugar de descanso de varios papas, las grutas están llenas de obras de arte de la antigua basílica.

## Los entierros
Ser enterrado en las grutas vaticanas, cerca de la tumba de Pedro, fue el deseo de muchos papas, reyes y reinas, al igual que lo fue para los primeros cristianos.
Algunas de las más antiguas personas en ser enterrada en la grutas son el papa alemán Gregorio V; el emperador Otón II; Adriano IV, el único Papa inglés de la historia; Bonifacio VIII, que proclamó el primer Año Santo en el 1300, y que descansa en bajo la escultura hecha por Arnolfo di Cambio; Pío VI, cuyo cuerpo se encuentra en un sarcófago cristiano primitivo, separado de la notable escultura de él, hecha por Antonio Canova. Entre los reyes figuran Jacobo III y sus hijos, así como la reina Cristina de Suecia, junto al antiguo nicho de Juan Pablo II, a través de la cripta de la Xonfesión.

### Últimos papas
Con la excepción de los últimos Papas enterrados en las grutas vaticanas (Benedicto XV, Pío XI, Pío XII, Pablo VI, Juan Pablo I y Benedicto XVI), muchos otros papas de los últimos siglos, sin embargo, prefirieron ser enterrados en otros lugares: Pío IX, por ejemplo, descansa en la basílica de San Lorenzo Extramuros, el papa León XIII en San Juan de Letrán, y el papa Francisco en la basílica de Santa María la Mayor.
Así también tras la beatificación de Juan XXIII (en 2000) y Juan Pablo II (en 2011), los cuerpos de ambos pontífices fueron trasladados a la Basílica de San Pedro para su veneración. En el caso de Juan XXIII, su cuerpo fue dejado en un ataúd especial dorado, en el que es posible ver el cuerpo del Papa Roncalli en buenas condiciones. De hecho, la condición del cuerpo permitió, en el momento de la transferencia, cubrir su rostro con cera, en vez de una máscara que en el caso de los otros dos Papas enterrados en ataúdes de cristal: Inocencio XI y Pío X.

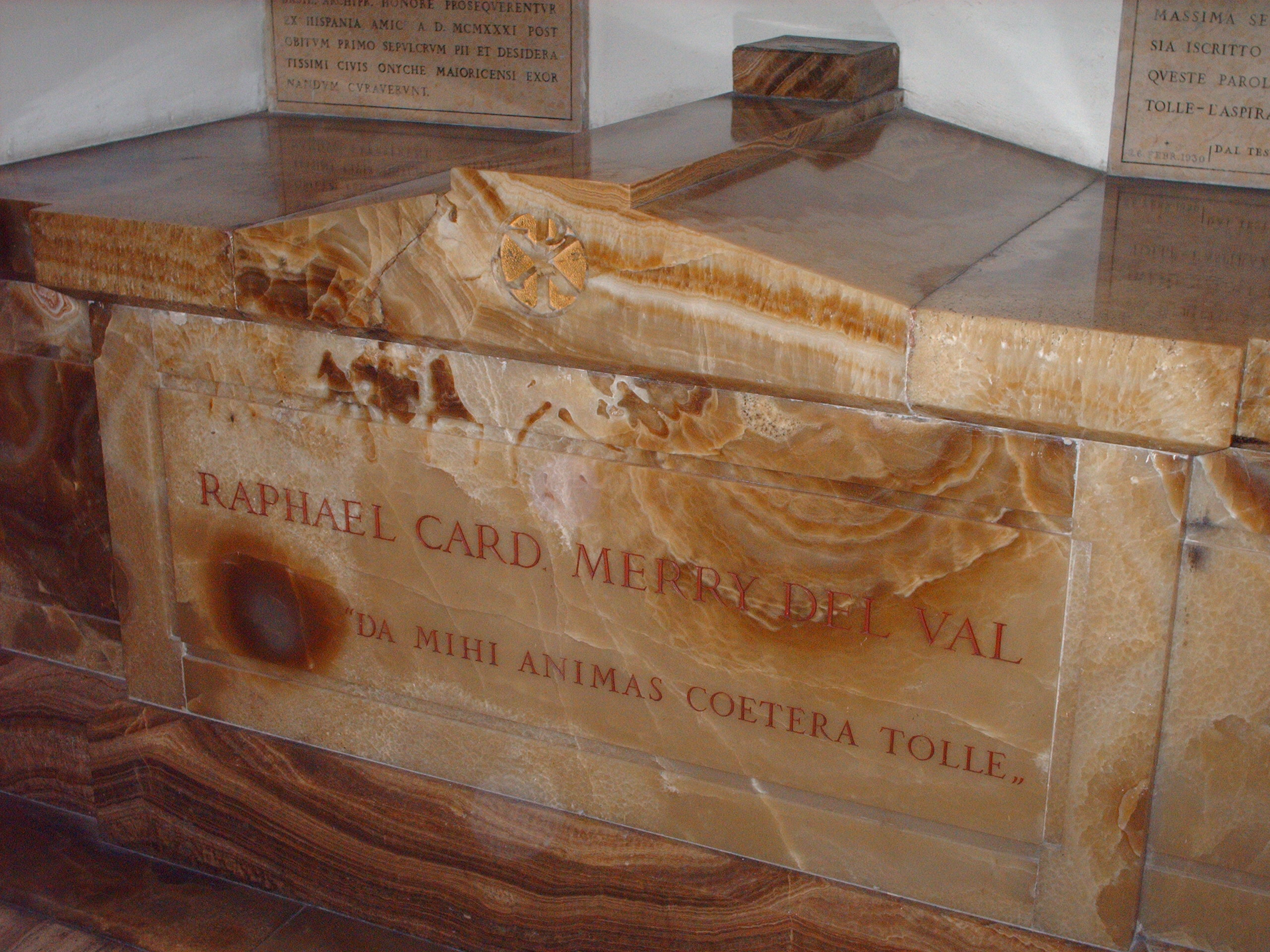
Tumba de Rafael Merry del Val.

A pesar de ser el lugar característico del entierro de los papas, también descansan aquí personalidades que se han distinguido a través de los siglos por determinados motivos religiosos. Por ejemplo, en las grutas se encuentra enterrado el cardenal Rafael Merry del Val, cercano colaborador del Papa Pío X; el cardenal Josef Beran y la reina  Cristina de Suecia.

## La tumba de san Pedro

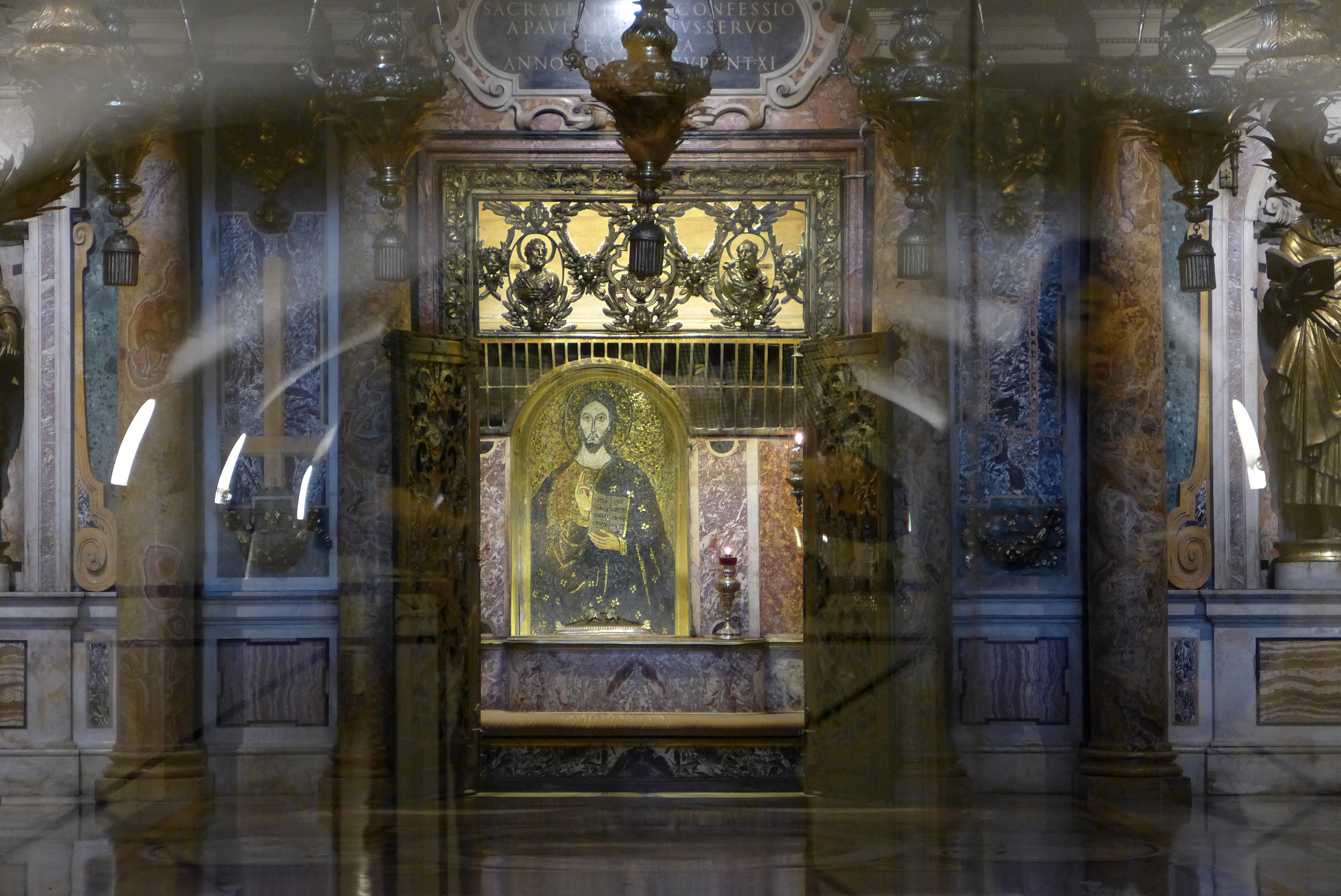
Tumba de san Pedro.

Pío XI deseaba fuertemente ser enterrado «lo más cerca posible de Pedro», por lo que su sucesor, Pío XII, ordenó una amplia campaña arqueológica alrededor de la tumba de Pedro para establecer la autenticidad del lugar.
Desde 1940, se organizaron excavaciones para buscar la tumba de san Pedro, y se llevaron a cabo en secreto durante diez años, incluso durante la Segunda Guerra Mundial.
Dentro de la tumba, los arqueólogos encontraron un pequeño osario con inscripciones en griego, interpretadas como «Pedro está aquí», lo que les dio la confianza de que ese era el lugar. Pío XII hizo el anuncio oficial, por radio, en el año santo de 1950.
El afortunado hallazgo de algunos huesos de un hombre de 60-70 años, envuelto en una preciosa tela púrpura tejida con hilos de oro, y la confianza del lugar, dieron a Pablo VI la creencia de que eran los restos del cuerpo de san Pedro.